# Émile Clavel
Pour les articles homonymes, voir Clavel.
Émile Clavel, né le 18 juillet 1848 à Paris et mort le 18 mars 1932 à Saint-Jean-Cap-Ferrat, est un peintre français.

## Biographie
Charles Joseph Émile Frédéric Clavel est le fils de Joseph Louis Frédéric Clavel (1822-1902), secrétaire général de la questure de la chambre des députés, et d'Amélie Philippe (1822-1904). Son frère cadet sera également peintre sous le nom d'Iwill.
Il occupe le poste d'archiviste de la chambre des députés durant près de 32 ans.
Il épouse Hipollyte Marie Berthe Hoffman et demeure durant de nombreuses années à Suresnes.
Élève de Kuwasseg, de son frère et de Gustave Oudry, il expose au Salon à partir de 1878.
Il meurt à l'âge de 83 ans à Saint-Jean-Cap-Ferrat.

## Œuvres dans les collections publiques
- Poitiers, musée Sainte-Croix : Marée montante[6].
- Suresnes, musée d'Histoire urbaine et sociale :
  - Paysage marin[7] ;
  - Chapelle de Saint Guirec[8].

## Publications
- Une visite à la tranchée sous la direction d'un poilu, en la circonstance M. Félix Galipaux, Paris, F. Schaub-Barbré, 1915 (OCLC 422350230, BNF 31950960).
- « Frédéric Clavel (1822-1902) - Sa vie - Son œuvre », Bulletin de la Société historique et artistique de Suresnes, no 4,‎ 1932, p. 151-172 (lire en ligne).

## Distinctions
- Officier de l'Instruction publique (1885)[9]
- Chevalier de la Légion d'honneur (1889)[3]
- Officier de la Légion d'honneur (1922)[3]

## Iconographie
- Gustave Nicolas Hennequin (d), Portrait de M. Émile Clavel, président de la Société coopérative l'Abeille suresnoise, buste plâtre teinté, vers 1904, exposé au Salon des artistes français de 1904[10],[11].

## Galerie

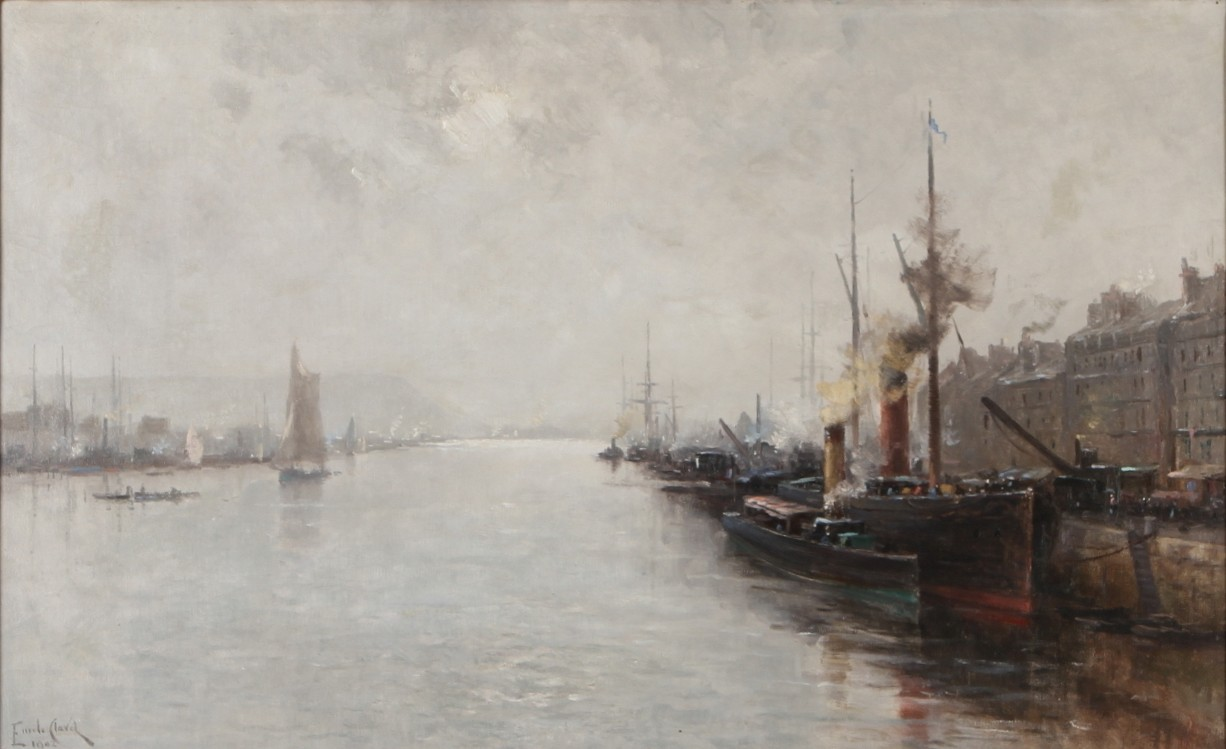
Bateaux au canal, 1902.
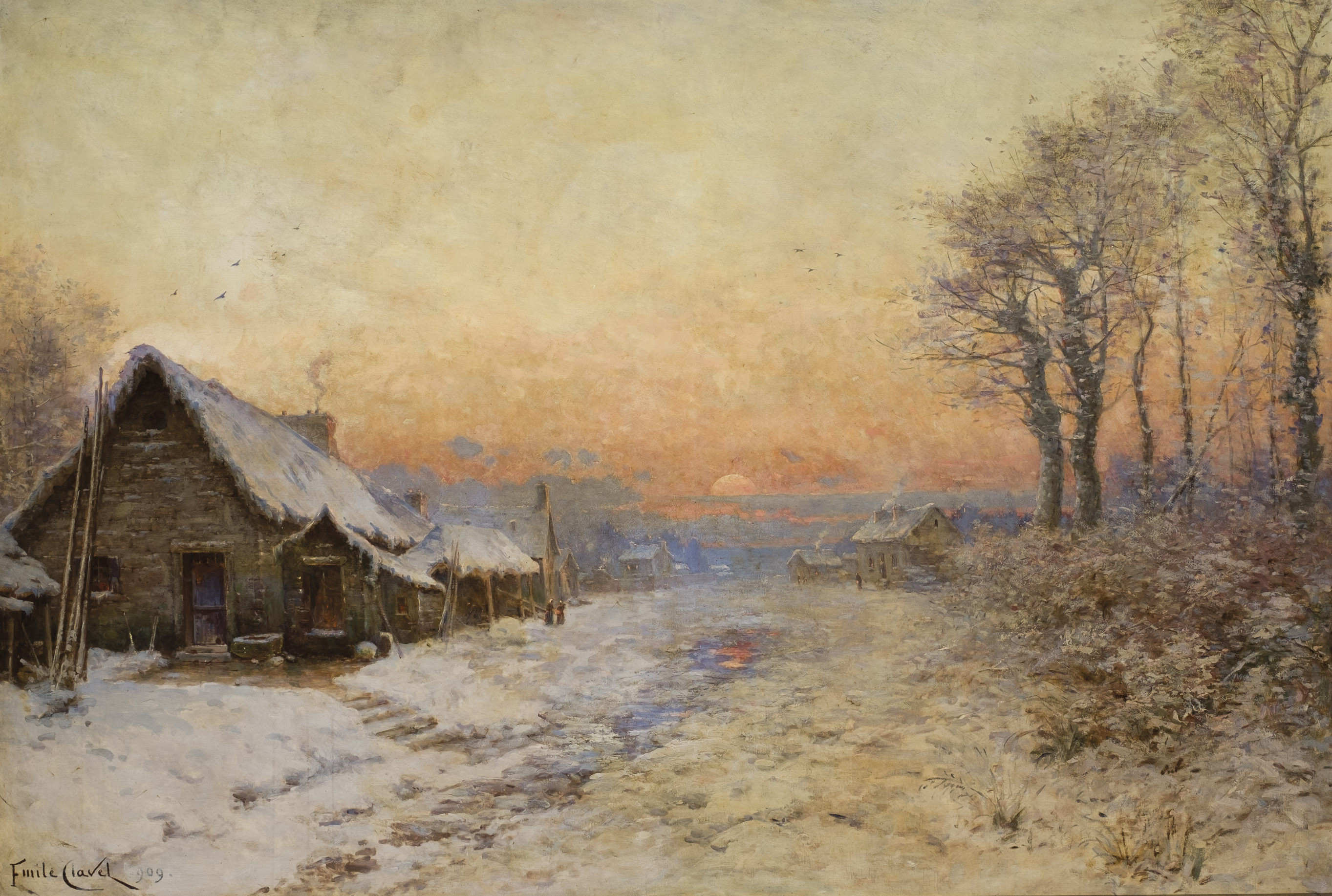
Aurore enneigée, 1909.
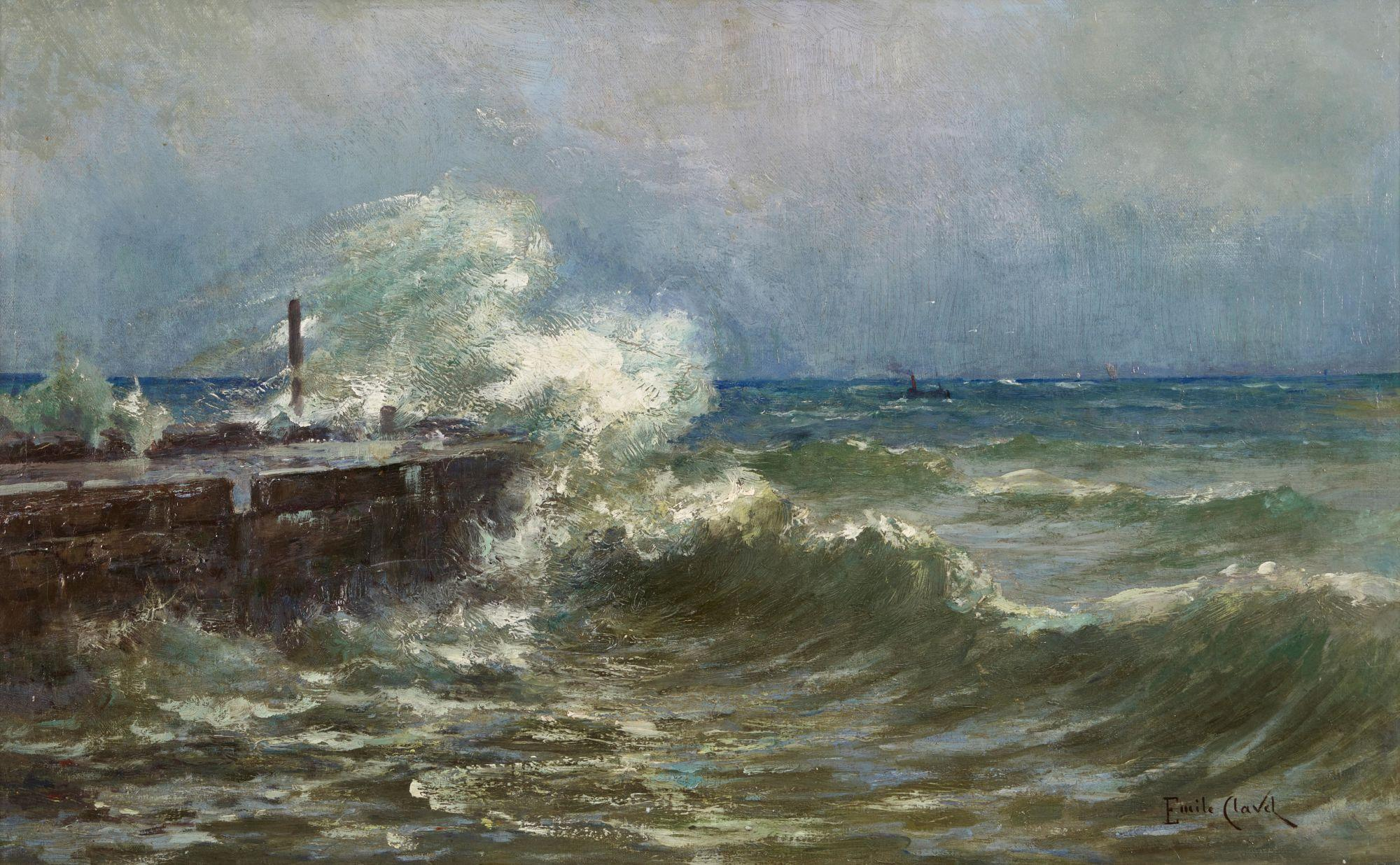
Mer agitée, s.d.
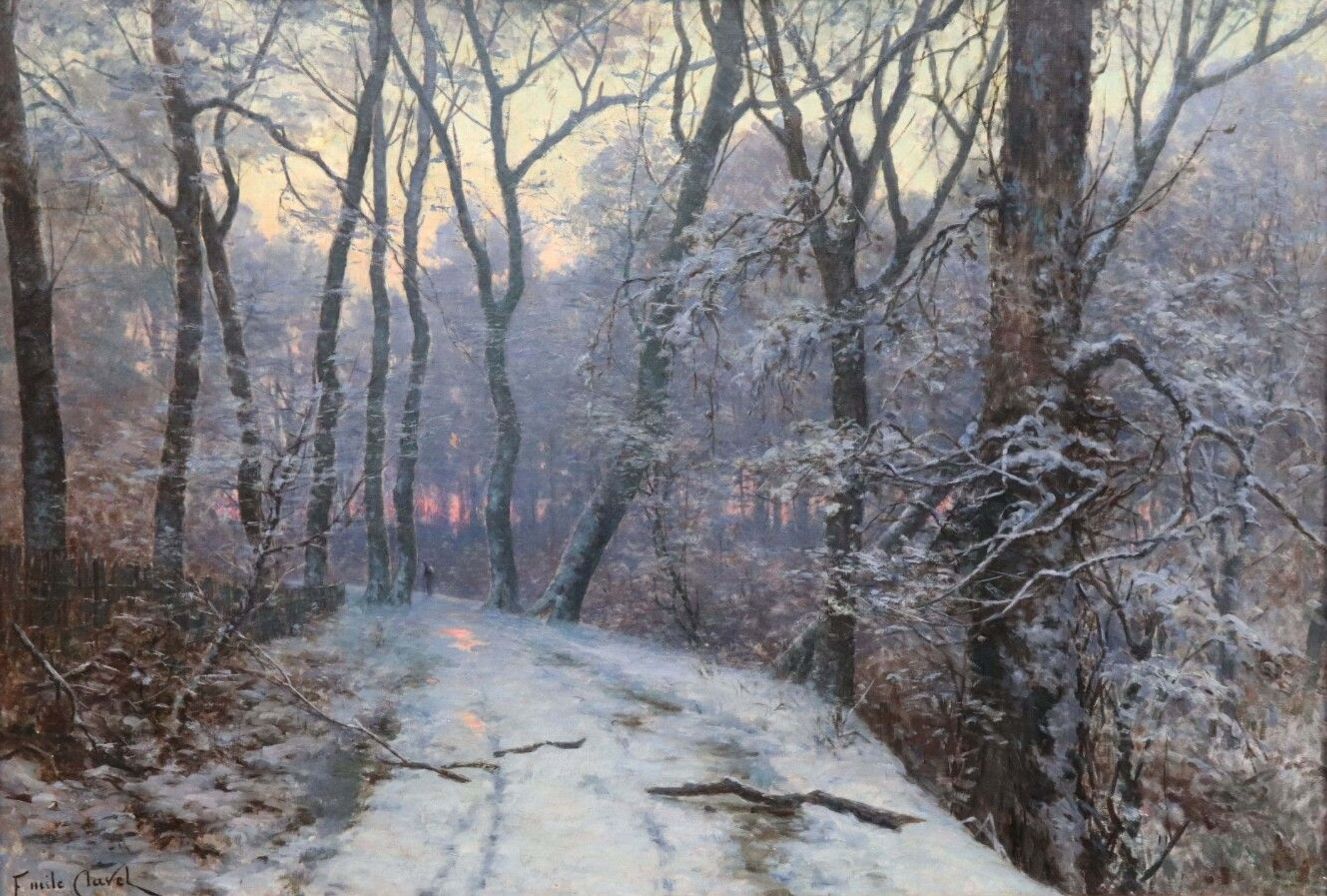
Le chemin des artistes à Barbizon sous la neige, s.d.
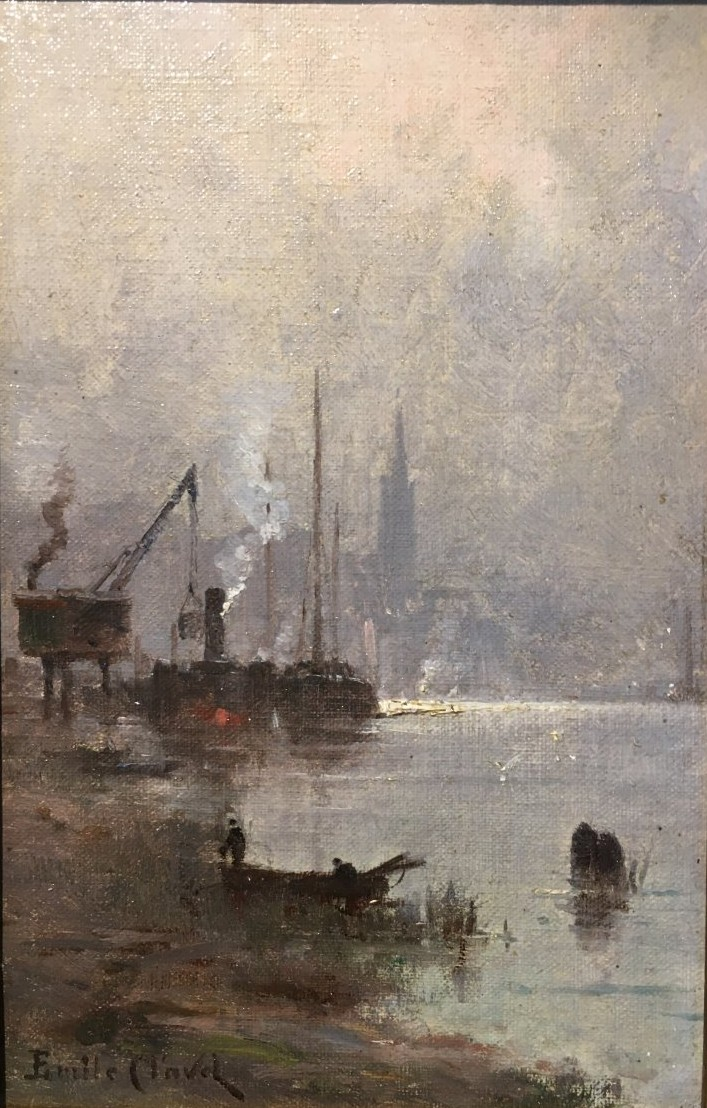
Vue de port, s.d.
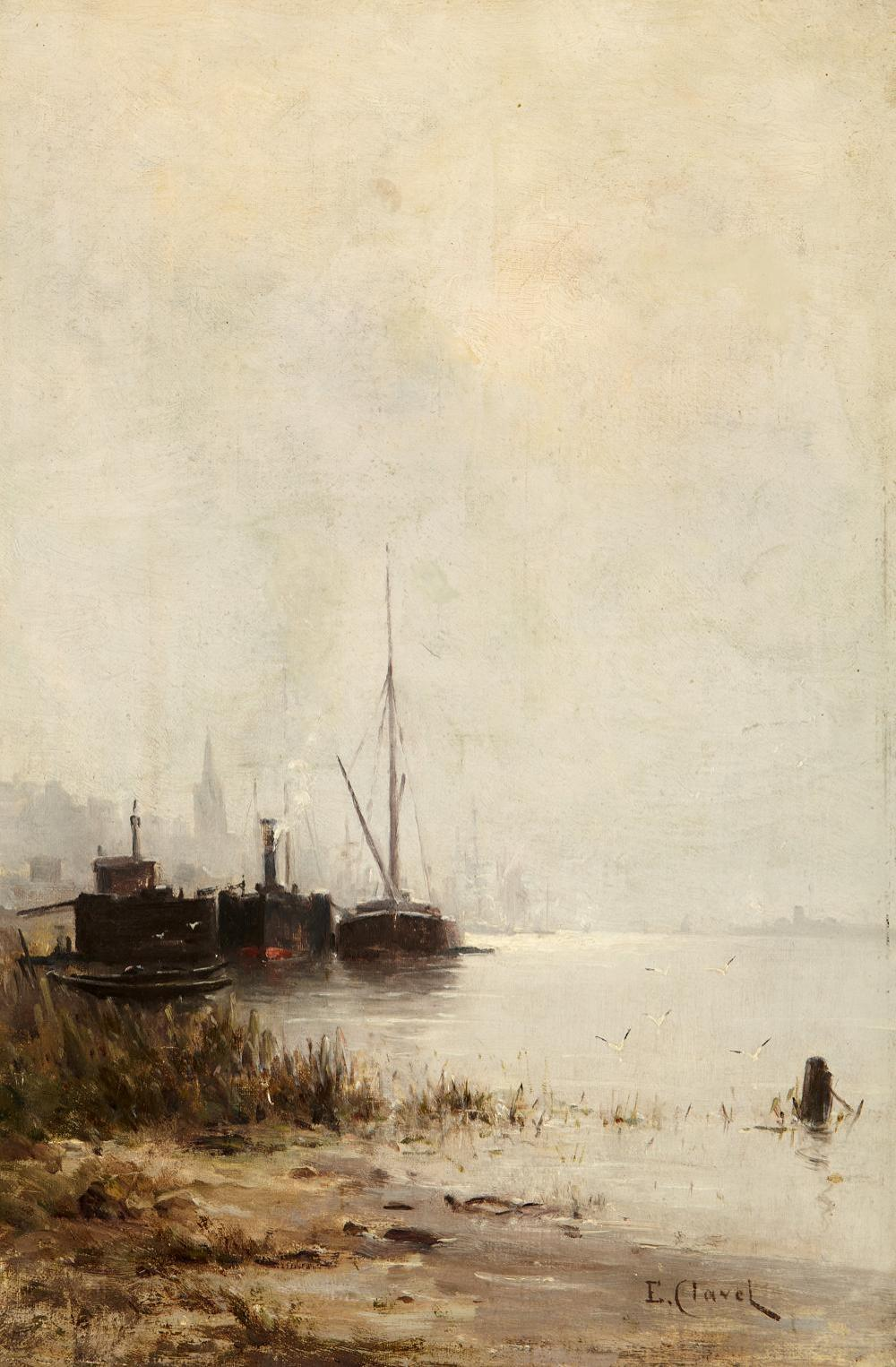
Scène de port en Normandie, s.d.
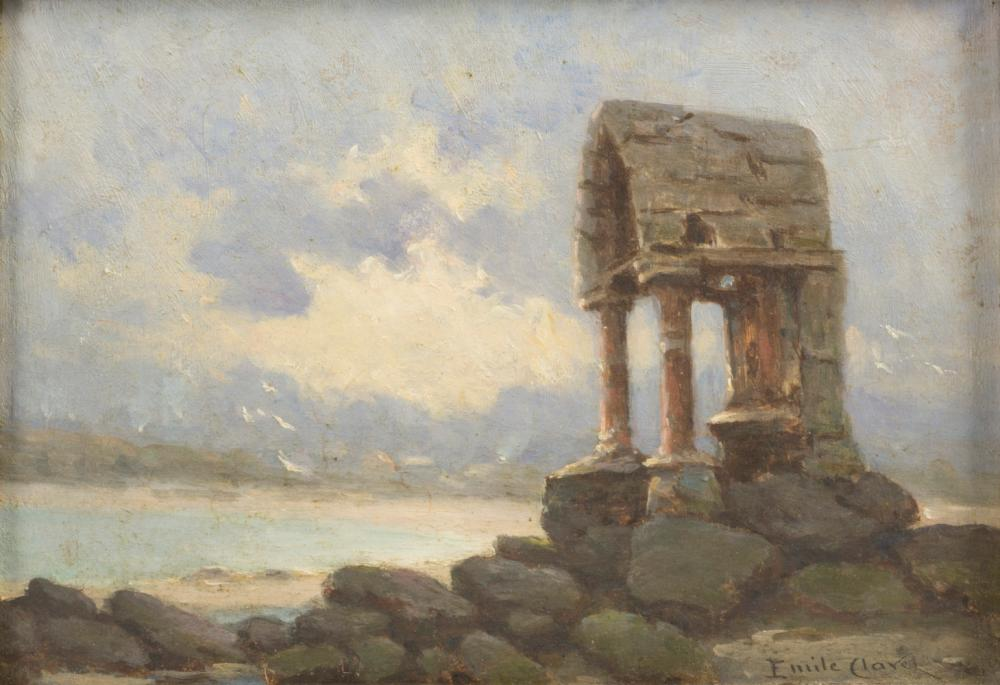
Oratoire de Saint-Guirec, 1927.
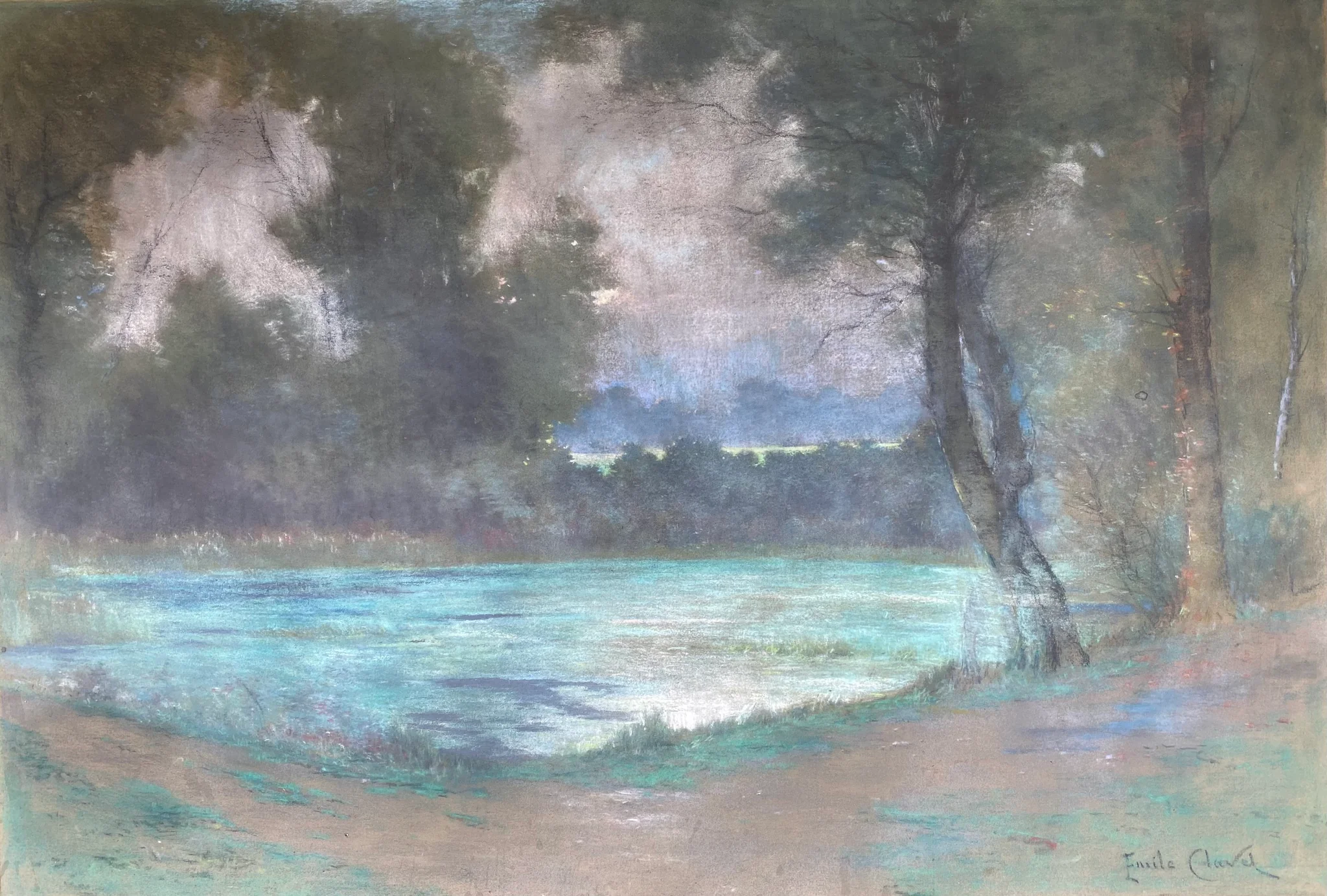
Paysage au bord d'un lac, s.d.